# Lijst van voetbalinterlands Djibouti - Mauritius
Deze lijst van voetbalinterlands is een overzicht van alle officiële voetbalwedstrijden tussen de nationale teams van Djibouti en Mauritius. De Afrikaanse landen hebben tot op heden een keer tegen elkaar gespeeld. Dat was een vriendschappelijke wedstrijd in Saint-Pierre op 14 juni 2023.

## Wedstrijden
| № | Plaats       | Datum        | Competitie        | Wedstrijd            | Uitslag |
| - | ------------ | ------------ | ----------------- | -------------------- | ------- |
| 1 | Saint-Pierre | 14 juni 2023 | Vriendschappelijk | Mauritius − Djibouti | 1 − 3   |

## Samenvatting
| Competitie        | Totaal gespeeld | Winst Djibouti | Gelijk | Winst Mauritius | Doelsaldo Djibouti – Mauritius |
| ----------------- | --------------- | -------------- | ------ | --------------- | ------------------------------ |
| Vriendschappelijk | 1               | 1              | 0      | 0               | 3 − 1                          |
| Totaal            | 1               | 1              | 0      | 0               | 3 − 1                          |

FDF · A-internationals · Djiboutiaans vrouwenelftal · Olympisch elftal · 
1990 – 1999 ·
2000 – 2009 ·
2010 – 2019 ·
2020 − 2029
1994 · 
1995 · 
1996 · 
1997 · 
1998 · 
1999 · 
2000 · 
2001 · 
2002 · 
2003 · 
2004 · 
2005 · 
2006 · 
2007 · 
2008 · 
2009 ·
2010 · 
2011 · 
2012 ·
2013 ·
2014 ·
2015 · 
2016 ·
2017 ·
2018 ·
2019 ·
2020 ·
2021 ·
2022 ·
2023 ·
2024
Algerije ·
Burkina Faso ·
Burundi ·
Comoren ·
Congo-Kinshasa ·
Egypte ·
Equatoriaal-Guinea ·
Eritrea ·
Ethiopië ·
Gambia ·
Guinee-Bissau ·
Jemen ·
Kenia ·
Libanon ·
Liberia ·
Malawi ·
Mauritius ·
Namibië ·
Niger ·
Oeganda ·
Pakistan ·
Rwanda ·
Sierra Leone ·
Soedan ·
Somalië ·
Swaziland ·
Tanzania ·
Togo ·
Tunesië ·
Zambia ·
Zimbabwe ·
Zuid-Soedan
MFA · Mauritiaans vrouwenelftal
1947 – 1959 · 
1960 – 1969 · 
1970 – 1979 · 
1980 – 1989 · 
1990 – 1999 · 
2000 – 2009 · 
2010 – 2019 ·
2020 – 2029
Angola ·
Botswana ·
Burundi ·
Comoren ·
Congo-Brazzaville ·
Congo-Kinshasa ·
Djibouti ·
Egypte ·
Equatoriaal-Guinea ·
Ethiopië ·
Fiji ·
Gabon ·
Ghana ·
Guinee ·
Hongkong ·
India ·
Indonesië ·
Ivoorkust ·
Kaapverdië ·
Kameroen ·
Kenia ·
Lesotho ·
Liberia ·
Libië ·
Macau ·
Madagaskar ·
Malawi ·
Malediven ·
Mauritanië ·
Mongolië ·
Mozambique ·
Namibië ·
Nepal ·
Nieuw-Caledonië ·
Oeganda ·
Pakistan ·
Qatar ·
Rwanda ·
Saint Kitts en Nevis ·
Sao Tomé en Principe ·
Senegal ·
Seychellen ·
Singapore ·
Soedan ·
Swaziland ·
Syrië ·
Tanzania ·
Togo ·
Tsjaad ·
Tunesië ·
Zambia ·
Zimbabwe ·
Zuid-Afrika